# Ensoph
Ensoph est un groupe de metal gothique et avant-gardiste italien, originaire de Venise, Veneto. Le groupe se sépare en 2010.

## Biographie
Ensoph est formé en 1997 comme groupe de prog-doom, des cendres d'un groupe appelé Endaymynion, par Xraphael (guitare) et Xenos (batterie). En 1998, le groupe recrute Mahavira (chant), Patrizia (chant) et Next-X@nctum (synthétiseur). La même année, ils enregistrent un mini-album intitulé Les confessions du mat. 
En 2000, la formation compte N-Ikonclast (chant), Xraphael (guitare), KKTZ (basse), Next-X@nctum (synthétiseur), Xenos (batterie), Anna (flute). En 2001 sort leur premier album studio Bleeding Womb of Ananke, suivit par deux promos intitulée Ananke or the Spyral-Trinity beyond Alpha and Omega et Sophia en 2002. En 2004 sort leur nouvel album Opus Dementiae. Per Spaeculum et in Aenigmate. Leur label Cruz del sur Music annonce un nouvel album pour début 2006. La même année, le groupe est sélectionné pour participer au Wave Gothic Treffen 2006 (Leipzig, Allemagne). Ils sont aussi annoncé le 13 avril 2006 à La Gabbia, Bassano avec Theatre of Tragedy et à une tournée avec Death SS en mai 2006.
En septembre 2010, Xraphael, Xenos et Next-X@nctum forment le groupe i DIE WUNDE.

## Style musical
Le chanteur considère que ce que le groupe joue est de la musique industrielle. Le groupe cherche à peindre et à composer l'allégorie de l'anxiété qu'entraine un futur incertain (voire apocalyptique) par leurs chansons et leurs apparences sur scène. Ainsi, un des traits caractéristiques du groupe est que ses membres portent un masque à gaz et/ou des lunettes de protection sur scène, afin de symboliser les conséquences de la pollution qui rongent la planète. Une autre originalité réside dans le fait que le chanteur du groupe alterne un chant death et une voix claire dans la plupart de ses chansons. Zenone est celui qui compose les paroles du groupe.

## Membres

### Derniers membres
- N-Ikonoclast - chant
- Xraphæl - guitare
- KKTZ - basse
- Next-X@nctum - synthétiseur
- Xenos - batterie

### Anciens membres
- Anna Auer - flute
- Giovanna - chant
- Patrizia - chant
- Mahavira - chant

## Discographie
- 1997 : Les Confessions du Mat
- 2000 : Ananke or The Spyral-Trinity beyond Alpha & Omega – Promo
- 2001 : Bleeding Womb of Ananke
- 2002 : Sophia – Promo
- 2004 : Opus Dementiae. Per Spaeculum et in Aenigmate
- 2006 : Project X-Katon
- 2009 : Rex Mundi X-Ile